# Шубин-Поздеев, Николай Дмитриевич

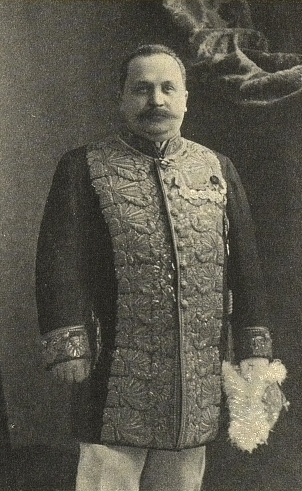

Никола́й Дми́триевич Шубин-Поздеев (1865 — 1922) — санкт-петербургский уездный предводитель дворянства, камергер, гласный Санкт-Петербургской городской думы.

## Биография
Потомственный дворянин Санкт-Петербургской губернии.
По окончании курса в Императорском училище правоведения в 1888 году, начал службу в канцелярии Первого департамента Сената.
С 1900 года состоял почетным мировым судьей Санкт-Петербургского уезда. В 1902—1903 годах был председателем уездного мирового съезда, а в 1903—1906 годах — директором канцелярии Главного управления Государственного коннозаводства. В 1903—1911 годах состоял Санкт-Петербургским уездным предводителем дворянства, составил «Настольную книгу для уездных предводителей дворянства», изданную в трех томах с 1902 по 1906 год. Кроме того, состоял членом правления Общества содействия нуждающимся учащимся народных училищ Санкт-Петербургского уезда и вице-председателем Российской общества покровительства животных. Имел придворное звание камергера.
В 1910—1916 годах избирался гласным Санкт-Петербургской городской думы. В 1913 году, после избрания нового состава городской думы, был намечен городским головой и 6 марта того же года избран большинством голосов, однако избрание это не было утверждено градоначальником генерал-майором Драчевским.
В эмиграции во Франции. Умер в 1922 году.

## Награды
- Орден Святого Станислава 3-й ст.;
- Орден Святой Анны 2-й ст.;
- Орден Святого Станислава 2-й ст.;

- медаль «В память царствования императора Александра III»

Иностранные:
- французский Орден Почетного Легиона, кавалерский крест
- французский Орден Сельскохозяйственных заслуг, офицерский крест
- французский знак Академических пальм, офицерский крест
- бухарский Орден Золотой звезды 2-й ст.